# Fotboll vid Centralamerikanska och karibiska spelen
Fotboll vid Centralamerikanska och karibiska spelen har spelats sedan 1930. 2010 introducerades damturneringen.

## Slutställning

### Herrar
| År   | Värdnation              | Final                        | Final                        | Final                        | Match om tredjepris          | Match om tredjepris          | Match om tredjepris          |
| År   | Värdnation              | Vinnare                      | Resultat                     | Tvåa                         | Trea                         | Resultat                     | Fyra                         |
| ---- | ----------------------- | ---------------------------- | ---------------------------- | ---------------------------- | ---------------------------- | ---------------------------- | ---------------------------- |
| 1930 | Kuba                    | Kuba                         |                              | Costa Rica                   | Honduras                     |                              | El Salvador                  |
| 1935 | El Salvador             | Mexiko                       |                              | Costa Rica                   | El Salvador                  |                              | Kuba                         |
| 1938 | Panama                  | Mexiko                       |                              | Costa Rica                   | Colombia                     |                              | El Salvador                  |
| 1946 | Colombia                | Colombia                     |                              | Panama                       | Curaçao                      |                              | Costa Rica                   |
| 1950 | Guatemala               | Curaçao                      |                              | Guatemala                    | Honduras                     |                              | El Salvador                  |
| 1954 | Mexiko                  | El Salvador                  |                              | Mexiko                       | Colombia                     |                              | Panama                       |
| 1959 | Venezuela               | Mexiko                       |                              | Nederländska Antillerna      | Venezuela                    |                              | Panama                       |
| 1962 | Jamaica                 | Nederländska Antillerna      |                              | Mexiko                       | Venezuela                    |                              | Jamaica                      |
| 1966 | Puerto Rico             | Mexiko                       |                              | Nederländska Antillerna      | Kuba                         |                              | El Salvador                  |
| 1970 | Panama                  | Kuba                         |                              | Nederländska Antillerna      | Colombia                     |                              | Venezuela                    |
| 1974 | Dominikanska republiken | Kuba                         | 1–1 (e.f.) (3–0 str.)        | Trinidad och Tobago          | Bermuda                      | 3–0                          | Mexiko                       |
| 1978 | Colombia                | Kuba                         | 2–0                          | Venezuela                    | Bermuda                      | 3–0                          | Mexiko                       |
| 1982 | Kuba                    | Venezuela                    | 1–0                          | Mexiko                       | Kuba                         | 2–1                          | Bermuda                      |
| 1986 | Dominikanska republiken | Kuba                         | 1–1 (4–2 str.)               | Honduras                     | Mexiko                       | 2–1                          | Dominikanska republiken      |
| 1990 | Mexiko                  | Mexiko                       | 3–0                          | Venezuela                    | Costa Rica                   | 2–1                          | Kuba                         |
| 1993 | Puerto Rico             | Costa Rica                   | 2–0                          | Mexiko                       | Kuba                         | 3–1                          | Jamaica                      |
| 1998 | Venezuela               | Venezuela                    | 3–1                          | Mexiko                       | Costa Rica                   | 6–1                          | Trinidad och Tobago          |
| 2002 | El Salvador             | El Salvador                  | 1–1 (e.f.) (4–3 str.)        | Mexiko                       | Costa Rica                   | 0–0 (e.f.) (4–1 str.)        | Haiti                        |
| 2006 | Colombia                | Colombia                     | 2–1                          | Venezuela                    | Costa Rica                   | 1–0                          | Honduras                     |
| 2010 | Puerto Rico             | Fotbollsturneringen inställd | Fotbollsturneringen inställd | Fotbollsturneringen inställd | Fotbollsturneringen inställd | Fotbollsturneringen inställd | Fotbollsturneringen inställd |
| 2014 | Mexiko                  | Mexiko                       | 4–1                          | Venezuela                    | Kuba                         | 3–1 (e.f.)                   | Honduras                     |
| 2018 | Colombia                | Colombia                     | 2–1                          | Venezuela                    | Honduras                     | 3–0                          | Haiti                        |

### Damer
| År   | Värdnation  | Final     | Final    | Final               | Match om tredjepris | Match om tredjepris | Match om tredjepris |
| År   | Värdnation  | Vinnare   | Resultat | Tvåa                | Trea                | Resultat            | Fyra                |
| ---- | ----------- | --------- | -------- | ------------------- | ------------------- | ------------------- | ------------------- |
| 2010 | Puerto Rico | Venezuela |          | Trinidad och Tobago | Guatemala           |                     | Haiti               |
| 2014 | Mexiko      | Mexiko    | 2–0      | Colombia            | Costa Rica          | 3–2                 | Venezuela           |
| 2018 | Colombia    | Mexiko    | 3–1      | Costa Rica          | Venezuela           | 1–0                 | Trinidad och Tobago |